# Crematística
La Crematística (del grec: χρηματιστική) és, segons Tales de Milet l'art de fer-se ric.
Aristòtil mostra en nombrosos textos, inclosa l'Ètica a Nicòmac i la Política, la diferència fonamental entre economia i crematística. La crematística (del grec khrema, la riquesa, la possessió) és l'art de fer-se ric, d'adquirir riqueses. Segons Aristòtil, l'acumulació de diners per diners és una activitat contra natura que deshumanitza a aquells que a ella es lliuren. Seguint l'exemple de Plató, condemna el gust pel benefici i l'acumulació de riqueses. El comerç canvia diners per béns, la usura crea els diners a partir dels diners, el comerciant no produeix res: tots resulten condemnables des del punt de vista filosòfic.
No obstant això, cal aprofundir una mica en la crematística, la qual consta de dues parts: 

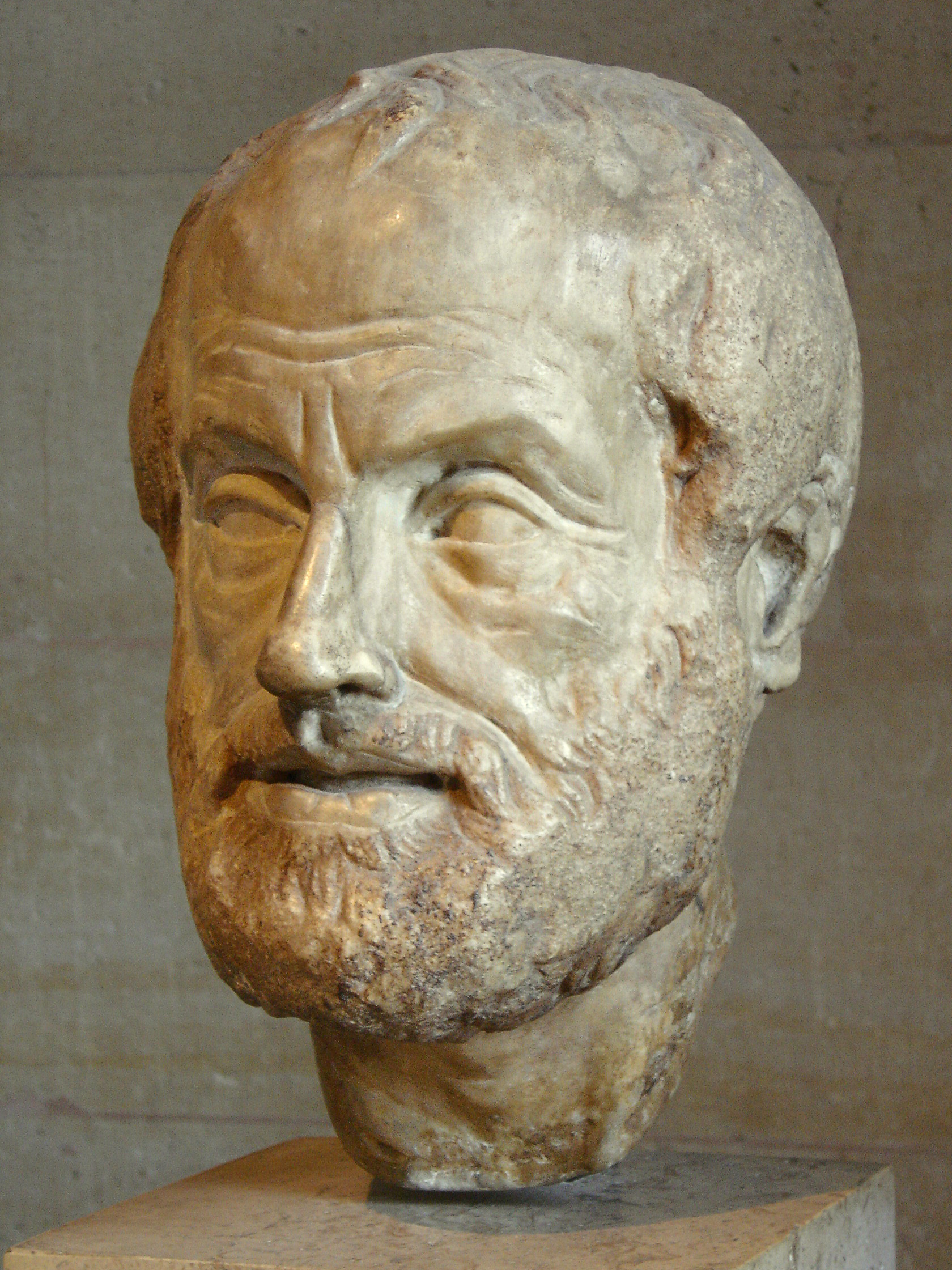
Aristòtil

- Crematística necessària: on la venda dels béns es realitza directament entre el productor i el comprador al preu just, on no es genera un valor afegit al producte. Aquesta és acceptada per Aristòtil, ja que no hi ha usura per part del productor.

- Crematística pròpiament com a tal: aquesta correspon al comerç, on es compra del productor per revendre al consumidor per un preu major, generant valor afegit. Aquesta és rebutjada per Aristòtil, perquè considera que els diners són estèrils. En dur a terme comerç els diners perden el seu sentit (que és el d'un mitjà d'intercanvi i mesura de valor) i es comet usura. Cal considerar el fet que l'acumulació de capital per al comerç és mal vista per la societat d'aquella època fins que Sant Tomàs d'Aquino, en el seu pensament, n'accepta l'acumulació si després aquest capital fóra per a fins virtuosos com la caritat.

Encara que Aristòtil tracta la crematística com un conjunt d'ardits i estratègies d'adquisició de riqueses tendents a facilitar el creixement del poder polític, ell no para de condemnar aquesta mateixa qualitat, atorgant una posició més important a l'economia. Es tracta del punt de vista d'un autor fonamental de l'Antiguitat, que redundarà en una gran influència durant tota l'edat mitjana.
L'Església Catòlica reprèn durant tota l'edat mitjana la crítica aristotèlica contra aquesta conducta econòmica i la declara contrària a la religió. Nombrosos autors estimen que la posada en pràctica d'aquesta doctrina constitueix un obstacle al desenvolupament econòmic.
Karl Marx recupera el concepte en la seva famosa obra El Capital, destacant les conseqüències sobre el que ell dona en anomenar Auris sacra fames (maleïda set d'or), una referència llatina a aquesta passió devoradora dels diners pels diners.